# 大津市立晴嵐小学校
大津市立晴嵐小学校（おおつしりつ せいらんしょうがっこう）は、滋賀県大津市光が丘町にある公立小学校。

## 沿革
- 1936年（昭和11年）9月1日 - 大津市立晴嵐小学校として開校。旭ベンベルグや東洋レーヨンなど工場が建設されたに伴い、当時の石山学区北部の人口が増加したため開校された[1]。開校当初の生徒数は688人[2]。
- 1941年（昭和16年）4月1日 - 大津市立晴嵐国民学校と改称。
- 1947年（昭和22年）9月1日 - 大津市立晴嵐小学校と改称。
- 1963年（昭和38年）- 東海道新幹線の建設に伴い北大路二丁目から光が丘に移転[3]。移転に先立って、地元は「新幹線対策委員会」が結成され、その後「新築移転促進委員会」、「新築記念協賛会」に名前を変えながら問題に対処した[4]。

## 通学区域
- 松原町、粟津町、栄町、唐橋町、鳥居川町、晴嵐一丁目、晴嵐二丁目、光が丘町、田辺町、蛍谷、園山一丁目、国分一丁目、国分二丁目、北大路一丁目、北大路二丁目、鳥居川町1番～3番、9番の全号、4番1号、4番28～35号、北大路三丁目20番～29番の全号[5]。

※卒業後は基本的に大津市立粟津中学校又は大津市立北大路中学校に進学する。